# Réserve écologique Jules-Carpentier
Die Réserve écologique Jules-Carpentier ist ein kleines ökologisches Schutzgebiet im Süden der kanadischen Provinz Québec, 3,5 km nordöstlich der Gemeinde Pont-Rouge. Es wurde im Jahr 2000 auf einer Fläche von 4,67 ha eingerichtet.
Es schützt Weymouth-Kiefern (Pin blanc genannt), Amerikanische Rot-Fichten und Balsam-Tannen (Abies balsamea). Diese stehen auf sandigen Flächen, die der Fluss Jacques-Cartier seit der letzten Eiszeit, also seit 12.000 Jahren aufgehäuft und zusammengepresst hat. 

## Namensgeber
Der Name des Schutzgebiets verweist auf den 1983 verstorbenen Naturfreund und Waldschützer Jules Carpentier (1921–1983), der in den 1970er Jahren begriff, dass der Wald eine nicht unbegrenzt vorhandene, ökologisch äußerst komplexe Ressource ist, die erhalten werden sollte. Die Erben seines Waldgebiets vermachten es der Provinz, die daraus ein Schutzgebiet machte. 